# Кавказский дровосек
Дровосек кавказский (лат. Xylosteus caucasicola) — жук из семейства Усачи (Cerambycidae). Представитель рода, включающего в себя 3 очень схожих вида. Единственный вид рода, обитающий на территории России. Эндемик Кавказа.

## Описание
Длина тела самца 11—15 мм, самки до 18 мм. Окраска темно-коричневая с 8 светлыми пятнами на надкрыльях: у щитка, на боках перед серединой и за ней и у вершины; размеры пятен могут варьировать. Переднеспинка с большим узко коническим боковым бугром. Надкрылья самца вытянутые, к вершине слегка расширены, выглядят параллельно-сторонними, у самки удлиненно-яйцевидные. Переднеспинка с очень глубокими перетяжками, на диске бугровидно приподнята, с глубоким продольны желобком.
Тело в глубокой пунктировке, верх в грубой скульптуре. Глаза крупные фасеточные. Усики толстые, 4-й членик короче 1-го и гораздо короче 3-го. Усики самца длиннее надкрылий, у самки заходят за середину. Самка бескрылая.

## Распространение
Аджария, Абхазия. На территории России описан из окрестностей Сочи и посёлка Гузерипль Майкопского района. Встречается по всему Черноморскому побережью Кавказа к югу от Сочи, проникая в прилегающие районы Турции.

## Местообитания
Обитает в горных старых лесах различного типа. В горы поднимается до высоты 1700 м. над уровнем моря.

## Биология вида
Лёт в мае - июне, ведут ночной образ жизни.
Личинки развиваются в стволах и пнях дуба, бука, черешни, пихты, часто покрытых мхом, но сохранивших ещё сравнительно прочную древесину; нередко ими заселяются верхние слои древесины толстых стволов, иногда диаметром более 1 м.
Генерация не менее 2 лет. Окукливание в конце лета. Имаго выводятся в конце лета-осенью и зимуют в куколочной колыбельке.

## Численность
Очень редок. Наблюдается явная тенденция к снижению численности вследствие деградации основных мест обитания.

## Лимитирующий фактор
Главными лимитирующими факторами служат вырубка старых деревьев, особенно дуба и бука.

## Замечания по охране
Занесен в Красную книгу России (II категория сокращающийся в численности вид)
Охраняется в Кавказском заповеднике.
- Мероприятия по охране: Необходимо создание особо охраняемые природные территории в бассейне реки Белой между пос. Гузерипль и станицей Даховская, ограничение вырубки старых лиственных деревьев, в первую очередь дуба и бука.